# Piwo jopejskie
Piwo jopejskie (Jopenbier) (45-55 °Blg lub według innych źródeł 19 °Blg) – gdański specjał produkowany przynajmniej od 1449, de facto był to pożywny gęsty syrop piwny, który ówcześnie ceniony był za swoje właściwości lecznicze. Wyróżniało się wśród piw jęczmiennych i czerwonych.
Nazwa piwa wywodzi się od drewnianego czerpaka jopy (niem. Schöpfkelle), używanego w procesie warzenia piwa do zalewania słodu gorącą wodą. We wczesnym średniowieczu na Pomorzu nazwa ta służyła też jako określenie ciepłego okrycia wierzchniego (por. kasz. jópa lub jópka).

## Proces produkcji wg G.E. Habicha
W swojej pracy pt. Schule der Bierbrauerei (szkoła browarnictwa) Habich napisał:
Z 1000 kg słodu i 5 kg chmielu produkowane jest około 10,5 hl (1050 litrów) piwa.
Zacier powstaje metodą infuzji i brzeczka, która jest odprowadzana w celu uzyskania określonego stężenia, często gotowana jest ponad 20 godzin. Brzeczkę schładza się do 12,5 °C.
Powstaje w wyniku fermentacji spontanicznej. Fermentacja rozpoczyna się zwykle w lipcu – choć proces przebiega tak samo, gdy piwo jest warzone w styczniu lub kwietniu. Brzeczka jest najpierw pokrywana grubą biało-zieloną pleśnią. Gdy zarodniki pleśni są w wystarczającej ilości, przechodzą do brzeczki i przekształcają się w bardzo charakterystyczne drożdże, rozpoczynając fermentację, która ustępuje w końcu września, aż piwo staje się klarowne i może być odprowadzone. W tym okresie odfermentowanie wynosi około 19 °Blg.
Otrzymane piwo jest ciemnobrązowe, bardzo bogate i słodkie. Przyjemny jest zapach, co jest prawdopodobnie konsekwencją bardzo powolnej fermentacji. Nie można pić dużo piwa – jest zbyt nasycone i bogate w smaku, doskonale nadaje się do mieszania z innymi piwami, a także do tego celu jest eksportowane do Anglii.
Sklarowane piwo można pozostawić na rok w beczkach na osadzie drożdżowym, nie tracąc jego walorów. Oczywiście, wzrastał jego stopień odfermentowania”.

## Producenci piwa w Gdańsku
Piwo jopejskie produkowane było w wielu browarach gdańskich. Np. z najwyższej jakości słynęło piwo z browaru Jana Heweliusza, które leżakowano w piwnicy ratusza Starego Miasta. Tego rodzaju piwo produkowano też m.in. w:
- Alte Danziger Brauerei E. Rodenacker przy Hundegasse 11/12 (obecnie ul. Ogarna),
- Jopenbierbrauerei G.F.A.S.Steiff (Browar Piwa Jopejskiego) przy Halbengasse 2 (ul. Na Piaskach),
- Bierbrauerei Richard Fischer przy Weichselstraße 2 (ul. Starowiślna) w Nowym Porcie,
- Danziger Aktien-Bierbrauerei przy Labesweg 6-7 (ul. Lelewela) we Wrzeszczu.

Było drogie – w 1438 jeden łaszt (12 beczek) piwa kosztował 31½ grzywien, tj. około pięcio-, sześciokrotnie więcej od innych.
Od minimum 1449 była używana nazwa ulicy Jopengasse (uliczka Jopejska), obecnie Piwnej.
Wielokrotnie było oprotestowywane przez browarników z Pucka, którzy twierdzili że to oni byli jego autorami.
Współcześnie, na podstawie szczątkowych informacji dotyczących produkcji piwa jopejskiego, próbę jego odtworzenia podjął Arkadiusz Wenta z AleBrowaru. 
Inną próbę odtworzenia piwa jopejskiego podjął Johannes Herberg z browaru PG4. Według oficjalnych informacji ze strony browaru w poszukiwaniach receptury brał udział Jerzy Samp.

## Producenci piwa poza Gdańskiem
W Polsce, poza Gdańskiem, piwo jopejskie zostało uwarzone w toruńskim browarze Olimp według receptury Łukasza Szynkiewicza oraz we wrocławskim Browarze Stu Mostów, w którym produkcję tego piwa rozpoczęto w 2020 roku, a do 2023 r. spokojnie leżakowało w dębowych beczkach, nabierając swojej niezwykłej charakterystyki.
Za granicą piwo jopejskie próbowano wskrzesić m.in. w browarach:
- belgijskich – w Melle (Brouwerij Huyghe), Lochristi (De Proefbrouwerij), Ertvelde (Van Steenberge) i Dentergem (Brouwerij Riva),
- holenderskich – w Hulst (Brouwerij De Halve Maan), Berkel-Enschot (Bierbrouwerij de Koningshoeven),
- niemieckich – w Monachium i Stralsundzie (Stralsunder Brauerei).

Od 1995 piwo jopejskie (Jopen Koyt) wyrabiane jest w browarze Jopen BV w Haarlemie w Holandii. Miejscowe źródła mówią, że nazwa Jopen odnosi się do 112-litrowych beczek piwa, które były używane w tej miejscowości w średniowieczu do transportu piwa.
Przez analogię warto odnotować produkcję w browarze Braunschweiger Mumme H. Nettelbeck KG w Brunszwiku, w Niemczech, równie interesującego i z podobnymi tradycjami (od 1492) piwa Segelschiff-Mumme.